# Liste der Monuments historiques in Brainville-sur-Meuse
Die Liste der Monuments historiques in Brainville-sur-Meuse führt die Monuments historiques in der französischen Gemeinde Brainville-sur-Meuse auf.

## Liste der Immobilien
| Bezeichnung          | Beschreibung                                         | Standort                                    | Kennzeichnung | Schutzstatus | Datum | Bild           |
| -------------------- | ---------------------------------------------------- | ------------------------------------------- | ------------- | ------------ | ----- | -------------- |
| Kirche St-Loup       |                                                      | Rue de l’Église (Lage)                      | PA00078964    | Inscrit      | 1929  | weitere Bilder |
| Brücke über die Maas | fünfbogige Brücke, erste Hälfte des 18. Jahrhunderts | westlich des Ortes im Zuge der D 119 (Lage) | PA52000003    | Inscrit      | 1996  |                |

## Liste der Objekte
| Bezeichnung                   | Beschreibung            | Standort                     | Kennzeichnung | Schutzstatus | Datum | Bild |
| ----------------------------- | ----------------------- | ---------------------------- | ------------- | ------------ | ----- | ---- |
| Taufbecken                    | Stein, 15. Jahrhundert  | in der Kirche St-Loup (Lage) | PM52000150    | Classé       | 1952  |      |
| Reliquienbüste Heiliger Lupus | Bronze, 17. Jahrhundert | in der Kirche St-Loup (Lage) | PM52000151    | Classé       | 1977  |      |